# Guillermo Jones
Guillermo Jones (ur. 5 maja 1972 w Colón) – panamski bokser, były zawodowy mistrz świata organizacji WBA w kategorii junior ciężkiej (do 200 funtów).
Karierę zawodową rozpoczął w 1993 roku. Pierwszej porażki doznał w czerwcu 1997 roku, w swojej dwudziestej drugiej walce – został znokautowany przez Davida Noela. Dwa miesiące później w walce rewanżowej pokonał Noela przez techniczny nokaut w pierwszej rundzie.
W 1998 roku stoczył dwie walki z Laurentem Boudouanim o tytuł mistrza świata organizacji WBA w kategorii junior średniej. W lutym doszło do remisu, natomiast trzy miesiące później w walce rewanżowej Jones przegrał na punkty po niejednogłośnej decyzji sędziów.
Jones wygrał siedem kolejnych pojedynków, a w listopadzie 2002 roku ponownie stanął przed szansą zdobycia tytułu mistrza świata, tym razem organizacji WBO w kategorii junior ciężkiej, zremisował jednak z Johnnym Nelsonem po kontrowersyjnej decyzji sędziów. Jones dominował nad swoim rywalem przez cały pojedynek, jednak sędziowie punktowali w stosunku 116–113 na korzyść Nelsona, 115–113 na korzyść Jonesa i 114–114.
Po tym pojedynku Jones miał półtoraroczną przerwę w boksowaniu. Na ring powrócił w marcu 2004 roku, nokautując już w pierwszej rundzie Luciano Torresa. W grudniu tego samego roku także w pierwszej rundzie znokautował Antonio Berroę. W kwietniu 2005 roku przegrał na punkty po niejednogłośnej decyzji sędziów z przyszłym mistrzem świata IBF Steve’em Cunninghamem.
Zaledwie półtora miesiąca później pokonał w czwartej rundzie Kelvina Davisa, a we wrześniu Wayne’a Braithwaite'a. Sędzia przerwał pojedynek z uwagi na dużą przewagę Jonesa i fakt, że Braithwaite nie zadawał żadnych ciosów. Kolejne dwa zwycięskie pojedynki Jones stoczył dopiero w 2007 roku, a 27 września 2008 roku, po pokonaniu przez techniczny nokaut w dziesiątej rundzie Firata Arslana, zdobył pas mistrzowski federacji WBA. Arslan co prawda nie był liczony, ale walka została przerwana przez sędziego z powodu bardzo mocnych rozcięć skóry na twarzy Niemca.
Jones dwukrotnie obronił mistrzowski tytuł. Najpierw 2 października 2010 roku pokonał przez techniczny nokaut w jedenastej rundzie Walerego Brudowa na skutek kontuzji Rosjanina. Rok później pokonał przez techniczny nokaut w szóstej rundzie Michaela Marrone.
Przez następne półtora roku nie stoczył żadnego pojedynku. Z powodu braku aktywności organizacja WBA w październiku 2012 roku uznała Jonesa „mistrzem w zawieszeniu” („champion in recess”), natomiast tytuł regularnego mistrza świata otrzymał Dienis Lebiediew, którego WBA uznawała do tej chwili za mistrza tymczasowego. 17 maja 2013 roku doszło do pojedynku z Lebiediewem. Jones znokautował Rosjanina w jedenastej rundzie i ponownie został pełnoprawnym mistrzem WBA. Po walce okazało się, że Jones używał niedozwolonych środków dopingujących. Ostatecznie WBA w październiku 2013 roku odebrała mu tytuł mistrzowski. W grudniu 2013 roku po odwołaniu złożonym przez promotora Jonesa WBA postanowiła uznać Panamczyka za „mistrza w zawieszeniu” i nakazała Jonesowi i Lebiediewowi stoczyć kolejną walkę o tytuł mistrza świata. Do pojedynku miało dojść w kwietniu 2014 roku, jednak w organizmie Jonesa ponownie wykryto niedozwolone środki dopingujące. W rezultacie Jones został przez WBA zawieszony na okres dwóch lat.